# Corinth (Vermont)
Corinth ist eine Town im Orange County des Bundesstaates Vermont in den Vereinigten Staaten mit 1455 Einwohnern (laut Volkszählung von 2020).

## Geografie

### Geografische Lage
Corinth liegt zentral im Orange County. Der Waits River fließt in östlicher Richtung durch den Nordosten des Gebietes. Seine Zuflüsse durchfließen auch die anderen Gebiete der Town. Es gibt keine größeren Seen in Corinth. Die Oberfläche ist sehr hügelig, teilweise mit steilen Abhängen. Die höchste Erhebung ist der 669 m hohe Mayston Hill im Nordwesten.

### Nachbargemeinden
Alle Entfernungen sind als Luftlinien zwischen den offiziellen Koordinaten der Orte aus der Volkszählung 2010 angegeben.
- Norden: Topsham, 4,6 km
- Nordosten: Newbury, 18,5 km
- Osten: Bradford, 13,8 km
- Südosten:  West Fairlee, 7,9 km
- Süden: Vershire, 5,7 km
- Südwesten: Chelsea, 14,0 km
- Westen: Washington, 15,7 km
- Nordwesten: Orange, 4,3 km

### Stadtgliederung
In Corinth gibt es mehrere Siedlungsgebiete: Cookeville im Westen mit dem town office, Corinth Center, Corinth Corner, East Corinth, West Corinth, South Corinth und Goose Green.

### Klima
Die mittlere Durchschnittstemperatur in Corinth liegt zwischen −9,44 °C (15 °Fahrenheit) im Januar und 18,3 °C (65 °Fahrenheit) im Juli. Damit ist der Ort gegenüber dem langjährigen Mittel der USA um etwa 9 Grad kühler. Die Schneefälle zwischen Mitte Oktober und Mitte Mai liegen mit mehr als zwei Metern etwa doppelt so hoch wie die mittlere Schneehöhe in den USA. Die tägliche Sonnenscheindauer liegt am unteren Rand des Wertespektrums der USA, zwischen September und Mitte Dezember sogar deutlich darunter.

## Geschichte
Einen der New Hampshire Grants für Corinth bekamen am 4. Februar 1764 Colonel John Taplin, Major Henry Moore und ein Herr Ward von Benning Wentworth. Die Besiedlung startete 1777. Zunächst kamen einige der späteren Siedler, die Ahornsirup sammelten. Ezekiel Colby, einer dieser Männer, siedelte sich im Sommer im Zentrum von Corinth mit seiner Familie an. Weitere Siedler folgten. Der einzige Nehmer des Grants, der sich auch in Corinth ansiedelte, war John Taplin.
John Nutting baute die erste Schrotmühle bereits 1777 in Cookeville. Die wirtschaftliche Grundlage der Town war die Landwirtschaft. Doch auch Kupfer wurde in der Pike Hill Copper Mine von 1855 bis 1915 abgebaut. Die Holzwirtschaft war neben der Landwirtschaft ein wesentlicher Wirtschaftsfaktor.

### Einwohnerentwicklung
| Jahr      | 1700 | 1710 | 1720 | 1730 | 1740 | 1750 | 1760 | 1770 | 1780 | 1790 |
| --------- | ---- | ---- | ---- | ---- | ---- | ---- | ---- | ---- | ---- | ---- |
| Einwohner |      |      |      |      |      |      |      |      |      | 578  |
| Jahr      | 1800 | 1810 | 1820 | 1830 | 1840 | 1850 | 1860 | 1870 | 1880 | 1890 |
| Einwohner | 1410 | 1876 | 1907 | 1953 | 1970 | 1906 | 1627 | 1470 | 1627 | 1027 |
| Jahr      | 1900 | 1910 | 1920 | 1930 | 1940 | 1950 | 1960 | 1970 | 1980 | 1990 |
| Einwohner | 978  | 1005 | 936  | 817  | 822  | 786  | 775  | 683  | 904  | 1244 |
| Jahr      | 2000 | 2010 | 2020 | 2030 | 2040 | 2050 | 2060 | 2070 | 2080 | 2090 |
| Einwohner | 1461 | 1367 | 1455 |      |      |      |      |      |      |      |

## Wirtschaft und Infrastruktur

### Verkehr
Die Vermont State Route 25 führt in östlicher Richtung durch die Town. Sie folgt dem Verlauf des Waits Rivers von Orange im Nordwesten nach Bradford im Osten. Es gibt keine Eisenbahnverbindung durch die Town.

### Öffentliche Einrichtungen
Es gibt kein Krankenhaus in Corinth. Das Gifford Medical Center in Randolph oder das Central Vermont Medical Center in Berlin sind die nächstgelegenen Krankenhäuser.

### Bildung
Corinth gehört zur Orange East Supervisory Union. In Corinth befindet sich die Waits River Valley School, mit Klassen von Kindergarten bis zur achten Schulklasse.

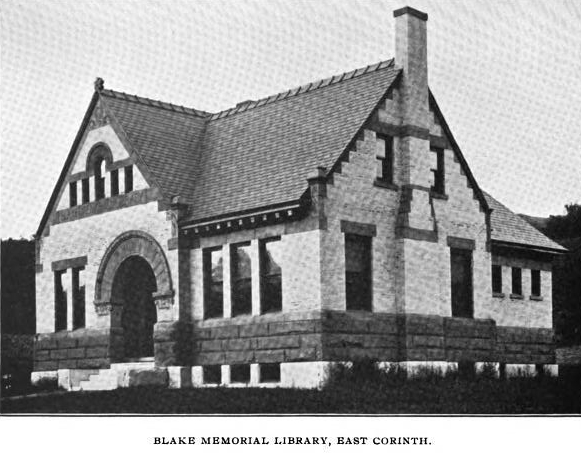
Blake Memorial Library

In East Corinth befindet sich die Blake Memorial Library. Gegründet wurde sie Anfang der 1890er Jahre durch drei junge Männer in East Corinth. Sie suchten einen Raum und richteten diesen ein, dann nahmen sie eine Schubkarre, fuhren durch die Straßen und baten um Bücher. Weitere schlossen sich an und die East Corinth Library Association wurde gegründet. Mehrfach mussten die Räume gewechselt werden, bis im November 1900 ein Grundstück für ein Gebäude gefunden war. Eine ehemalige Bewohnerin der Town Almira Blake Gendrot Fenno aus Boston schließlich beschloss zusammen mit ihren zwei Geschwistern im Andenken an ihre aus Corinth stammenden Eltern diese zu finanzieren. Das neue Gebäude wurde 1902 eingeweiht und die Blake Memorial Library Association gegründet. 1945 brannte die Blake Memorial Library nieder. Der gesamte Bestand ging verloren, einschließlich einiger Kunstwerke, die Almira Blake der Bibliothek geschenkt hatte. Erhalten werden konnten nur die 200 bis 300 Bücher, die im Umlauf waren. Kurze Zeit später wurde an einem neuen, bescheidenen Gebäude gearbeitet, da trotz der großzügigen Spenden der Blake-Geschwister nur noch wenige Mittel zur Verfügung standen. Dieses konnte 1949 fertiggestellt werden.

## Persönlichkeiten

### Söhne und Töchter der Stadt
- Reuben Robie (1799–1872), Politiker, Abgeordneter im US-Repräsentantenhaus
- Hale K. Darling (1869–1940), Politiker, Vizegouverneur von Vermont